# The Deconstruction
 (mai 2018).

The Deconstruction est le douzième album studio du groupe Eels. Il paraît le 6 avril 2018, quatre ans après The Cautionary Tales of Mark Oliver Everett.

## Liste des titres
1. The Deconstruction – 4:10
2. Bone Dry – 3:42
3. The Quandary – 0:54
4. Premonition – 3:12
5. Rusty Pipes – 4:04
6. The Epiphany – 2:18
7. Today Is the Day – 3:03
8. Sweet Scorched Earth – 3:02
9. Coming Back – 0:58
10. Be Hurt – 3:59
11. You Are the Shining Light – 3:39
12. There I Said It – 2:50
13. Archie Goodnight – 0:48
14. The Unanswerable – 2:08
15. In Our Cathedral – 3:19

## Membres
- Mark Oliver Everett : guitare, voix, production
- Koool G Murder : guitare basse
- P-Boo : guitare, guitare basse, claviers, drums
- The Deconstruction Orchestra & Choir